# ウルトラ情報局
『ウルトラ情報局』（ウルトラじょうほうきょく）はCS衛星放送、ファミリー劇場で、2002年12月から2011年4月まで放送されていた「ウルトラシリーズ」の情報番組である。4月号、5月号と、月単位で収録され、その月で何回も再放送された。また、各シリーズのレギュラー放送直前には、特別番組『ウルトラシリーズのすべて』も放送されており、『ウルトラマンA』以降の主演俳優（故人は除く）はそちらにゲスト出演している。
ファミリー劇場の『ウルトラ劇場』枠を基準に、「スペシャルインタビュー」のコーナーでは、毎回ウルトラシリーズに縁があるゲストが出演した。

## ナビゲーター
- 鈴木繭菓（『ウルトラマンコスモス』モリモト・アヤノ隊員役）
- 真地勇志（主にナレーションを担当。2回ほど、鈴木とともに進行役を務めたこともある）

## 放送時間
- 毎週土曜日 18：00 - 18：30

初回放送は毎月第3土曜日
- 毎週日曜日 10：00 - 10：30
- 毎週土曜日 10：00 - 10：30

※ その他、再放送もあり。

## ゲスト出演者
（）内は当時の肩書。
- ウルトラQ編
  - 佐原健二（万城目淳役）
  - 桜井浩子（江戸川由利子役）
  - 辻沢敏（第15話・加根田金男役）
  - 西条康彦（戸川一平役）
  - 熊谷健（制作進行）
  - 高野宏一（特撮カメラマン）

- ウルトラマン編
  - 黒部進（ハヤタ隊員役）
  - 満田かずほ（監督）
  - 飯島敏宏（脚本・監督）
  - 二瓶正也（イデ隊員役）
  - 寺田農（第14話・トラック運転手の助手役）
  - 青野武（第18話・ザラブ星人役）
  - 佐川和夫（特撮カメラマン）
  - 宮内國郎（音楽担当）
  - 樋口祐三（脚本・監督）
  - 浦野光（ナレーション）

- ウルトラセブン編
  - 森次晃嗣（モロボシ・ダン隊員役）
  - 冬木透（音楽担当）
  - 中江真司（第8話・メトロン星人の声、第16話・アンノンの声）
  - 小林夕岐子（第9話・アンドロイド少女ゼロワン役）
  - 町田政則（第16話・ヒロシの友人役）
  - 田口成光（特撮助監督）
  - 山口奈々（第24話・フルハシ・マナ役）
  - 満田かずほ（監督）
  - 津田彰（元円谷プロ営業部長、キャスティングなど）
  - 真理アンヌ（第34話・ユタ花村役）
  - 池谷仙克（美術）
  - 冷泉公裕（第45話・フクシン三郎役）
  - 高野浩幸（第45話・少年〈ペロリンガ星人〉役）
  - 嘉手納清美（第46話・サロメ星人役）

- 帰ってきたウルトラマン編
  - 団時朗（郷秀樹隊員役）
  - 池田駿介（南猛隊員役）
  - 久万里由香（第12話・牛山静香役）
  - 市川森一（第18・21・22・25・27・31話脚本）
  - 山際永三（監督）
  - すぎやまこういち（主題歌、挿入歌作曲）
  - 真船禎（第30・31話監督）
  - 鈴木清（カメラマン）
  - 冨田義治（第5・6・13・14・24・25・37・38話監督）
  - 佐伯孚治（第41・42・47・48話監督）
  - 小山内美江子（第48話・脚本）
  - 西田健（岸田文夫隊員役）

- ウルトラマンA編
  - 鈴木儀雄（美術デザイナー）
  - 西恵子（美川のり子隊員役）
  - 櫻木健一（第12話・佐田刑事役）
  - 佐野光洋（吉村公三隊員役）
  - 山本正明（今野勉隊員役）
  - 平野一夫（脚本・監督）
  - 長坂秀佳（第29・34・36話脚本）
  - 神沢信一（特撮助監督）
  - 久保田圭司（第35話脚本）
  - 中山克己（梶洋一主任役）
  - 石森史郎（第37・44話脚本）
  - 佐川和夫（特撮監督）

- ウルトラマンタロウ編
  - 田口成光（メインライター）
  - 岡村精（監督）
  - 瑳川哲朗（ナレーター）
  - 西島明彦（上野孝隊員役）
  - 深沢清澄（監督）
  - 阿井文瓶（脚本）
  - 大和田獏（第29、30話・海野八郎役）
  - 真船禎（監督）
  - 長沢大（第38話・ミラクル星人役）
  - 木村豊幸（南原忠男隊員役）
  - 橋本洋二（TBSプロデューサー）
  - ペギー葉山（緑のおばさん役、ウルトラの母の声）

- ウルトラマンレオ編
  - 森次晃嗣（モロボシ・ダン隊長役）
  - 冨永みーな（梅田カオル役）
  - 二家本辰巳（ウルトラマンレオ・スーツアクター）
  - 伊藤幸雄（野村猛役）
  - 三田美枝子（白川純子隊員役）
  - 宮坂清彦（助監督）
  - 吉田友紀（第27話・桃太郎役）
  - 小野ひずる（第32話・中島弥生 / かぐや姫役）
  - 成川哲夫（第36話・内田三郎隊員 / アトランタ星人役）
  - 藍とも子（松木晴子隊員役）
  - 大林丈史（第40 - 51話・ブラック指令役）
  - 杉田かおる（第31話・花の精役、美山あゆみ役）

- ザ☆ウルトラマン編
  - 島本須美（星川ムツミ隊員役）
  - 二瓶正也（トベ博明隊員役）
  - 平野靖士（脚本）
  - 千葉繁（モンキ役）
  - 忠隈昌（TBSプロデューサー）
  - ささきいさお（主題歌担当）
  - 冬木透（作曲家･音楽担当）
  - 滝沢久美子（アミア役）
  - 岡本茉莉（野島ユリコ、ノア役）
  - 鯨井実（怪獣デザイン）
  - 野沢由香里（ウルック役）
  - 吉川惣司（脚本・演出）

- ウルトラマン80編
  - 児玉守弘（TBS編成）
  - 大岡新一（特撮班チーフカメラマン）
  - 和田幾子（野崎クミ教頭役）
  - 大門正明（イトウ順吉チーフ役）
  - 中山仁（オオヤマ一樹キャップ役）
  - 斉藤浩子（第25話・訓練生ジュン役）
  - 山口修（美術担当）
  - 岡元八郎（イケダ登隊員役）
  - 白坂紀子（小坂ユリ子、ノンちゃん役）
  - 萩原佐代子（ユリアン / 星涼子隊員役）
  - 若狭新一（怪獣造形）
  - 新田修平（タジマ浩隊員役）

## スタッフ
- 構成・演出：秋廣泰生
- 制作進行：上田真実、松木優子、藤橋豊
- プロデューサー補：鈴木禎（円谷エンタープライズ）
- プロデューサー：青木幹広（東北新社）、福井顯（円谷エンタープライズ）、小山信行（円谷プロ）
- 協力：東宝ビルト
- 企画：ファミリー劇場、円谷プロ、東北新社
- 制作協力：円谷エンタープライズ
- 製作：円谷プロダクション